# Jayawantiben Mehta

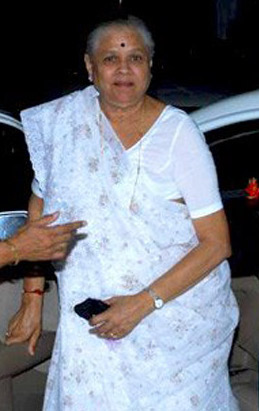
Jayawantiben Mehta.

Jayawantiben Mehta, född 20 december 1938 i Aurangabad i Maharashtra, död 7 november 2016 i Mumbai, var en indisk politiker (BJP). Hon var Indiens energiminister 1999 - 2004.
Mehta, som inledde sin politiska karriär i Bombay 1962, satt fängslad 19 månader under Indira Gandhis undantagstillstånd 1975. 1978 invaldes hon i Maharashtras lagstiftande församling och kom redan 1980 med i BJP:s allindiska partistyrelse.
1989 valdes Mehta första gången in i Lok Sabha, och har suttit där sedan dess som representant för valkretsen Mumbai South.